# Дамурхуда
Дамурхуда (бенг. দামুরহুদা, англ. Damurhuda) — город на западе Бангладеш, административный центр одноимённого подокруга. Площадь города равна 10,52 км². По данным переписи 2001 года, в городе проживало 9185 человек, из которых мужчины составляли 51,58 %, женщины — соответственно 48,42 %. Плотность населения равнялась 873 чел. на 1 км². Уровень грамотности населения составлял 26,9 % (при среднем по Бангладеш показателе 43,1 %). 